# Handala
Handala (àrab: حنظلة, Ḥanẓala), també Handhala, Hanzala o Hanthala, és un destacat símbol nacional palestí, que personifica el poble palestí.
El personatge va ser creat el 1969 pel dibuixant polític Naji al-Ali, i va prendre per primera vegada la seva forma actual el 1973. Handala es va convertir en la signatura dels dibuixos animats de Naji al-Ali i continua sent un símbol icònic de la identitat i lluita palestina. El personatge ha estat descrit com que "representa la guerra, la resistència i la identitat palestina amb una claredat sorprenent".
El nom prové de la coloquinta (àrab: حنظل, Ḥanẓal), una planta perenne local de la regió de Palestina que dona un fruit amarg, i que torna a créixer quan es talla perquè té arrels profundes.
L'impacte de Handala ha continuat durant les dècades posteriors a l'assassinat d'al-Ali el 1987. I avui el personatge segueix sent molt popular com a representant del poble palestí, i es troba a nombrosos murs i edificis de Cisjordània (sobretot com a grafits del mur de Cisjordània), Gaza i altres camps de refugiats palestins, i com a tatuatge i joieria populars. També ha estat utilitzat per moviments com el Boicot, Desinversions i Sancions i el Moviment Verd Iranià.

## Publicació primerenca
Handala va aparèixer per primera vegada a Al-Seyassah a Kuwait el 13 de juliol de 1969, tot i que no va donar l'esquena a l'espectador i es va agafar les mans a l'esquena fins a l'any 1973.

## Simbolisme
L'edat de Handala (deu anys) representa l'edat de Naji al-Ali el 1948, quan es va veure obligat a abandonar Palestina i va decidir que no creixeria fins que pogués tornar a la seva terra natal. Al-Ali va escriure: «Handala va néixer amb deu anys i sempre en tindrà deu. Va ser a aquella edat que vaig deixar la meva terra natal. Quan Handala torni, encara tindrà deu anys, i serà llavors que començarà a créixer».
La seva postura, amb l'esquena girada i les mans entrellaçades simbolitza el «rebuig del personatge en un moment en què se'ns presenten solucions a la manera americana" i com "un símbol de rebuig a totes les marees negatives presents a la nostra regió».
La roba esquitxada de Handala i el seu peu descalç simbolitzen la seva lleialtat als pobres.
Al-Ali va descriure Handala com «el símbol d'una causa justa»: «Era la fletxa de la brúixola, que apuntava amb fermesa cap a Palestina. No només Palestina en termes geogràfics, sinó Palestina en el seu sentit humanitari, símbol d'una causa justa, tant si es troba a Egipte, Vietnam o Sud-àfrica».

## Llegat

Grafit del mur de Cisjordània a Betle: Handala i l'Estàtua de la Llibertat Pietà⁣

Al-Ali va declarar en una entrevista abans del seu assassinat que «Handala, a qui vaig crear, no s'acabarà després de morir jo mateix. Espero que això no sigui una exageració quan digui que continuaré vivint a Handala, fins i tot després de morir». Els usos actuals del motiu Handala inclouen:
- Grafit a nombroses parets, edificis i botigues de records a tota Cisjordània (sobretot l'art del grafit del mur de Cisjordània), Gaza i altres camps de refugiats palestins[4]
- Un símbol principal del moviment Boicot, Desinversions i Sancions[4]
- Un motiu popular de tatuatge i joieria[4]
- La mascota web del Moviment Verd iranià[7]
- En obres d'art israelianes, especialment al costat del personatge israelià Srulik[8]

## Galeria

Prop de Betlem
Prop de Betlem
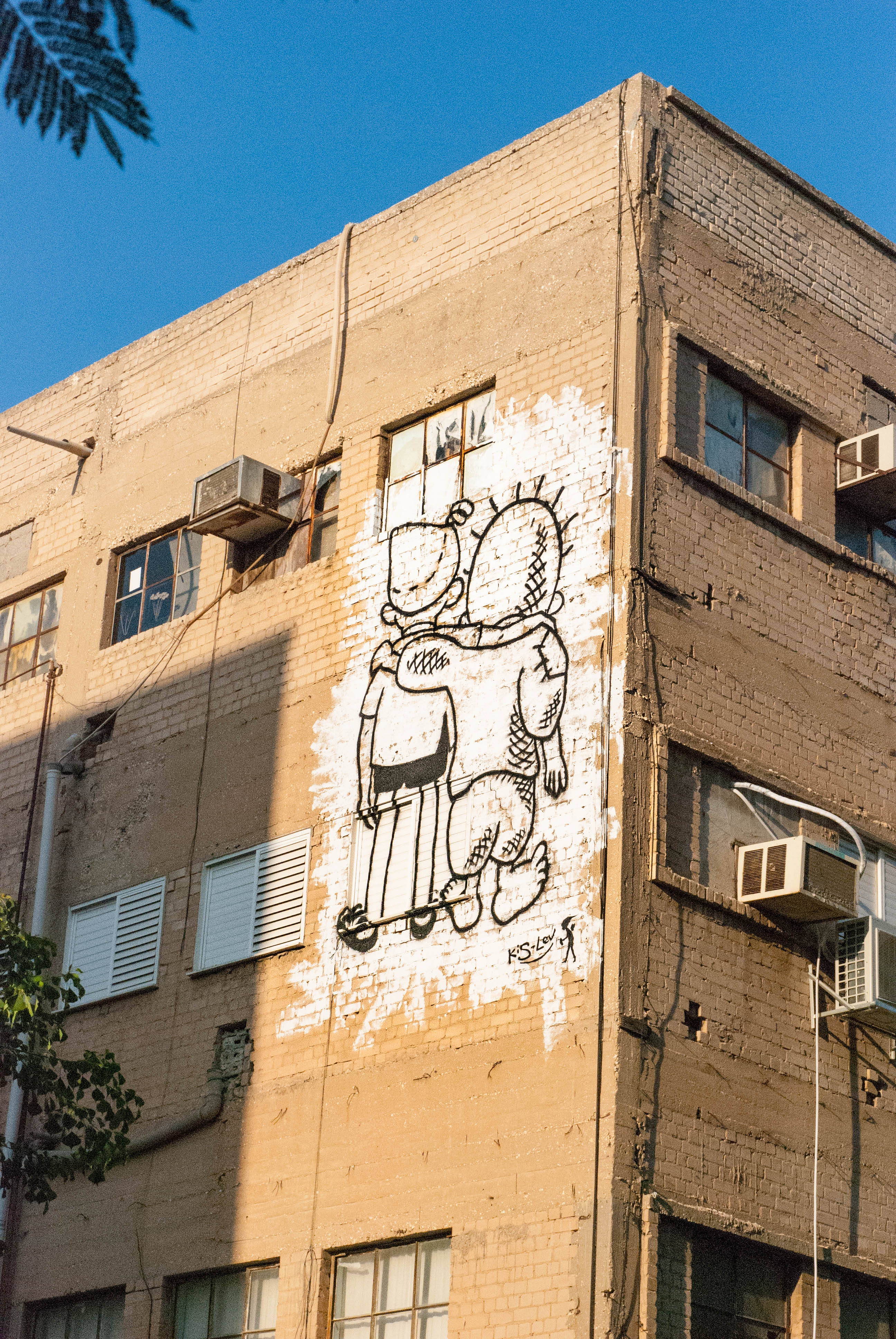
El mural de Peace Kids, amb Srulik a Florentin, Tel-Aviv